# Rechte Opposition (Georgien)
Die Rechte Opposition (georgisch მემარჯვენე ოპოზიცია/Memarjvene Opozicia) ist ein Wahlbündnis zweier Mitte-rechts-Parteien Georgiens, der Neuen Konservativen Partei und der Partei Die Industrie wird Georgien retten. Vorsitzender ist der Unternehmer Dawit Gamqrelidse.
Die Rechte Opposition bildet zwei Oppositionsfraktionen im georgischen Parlament: Die Rechte Opposition und die Industrialisten. Ihr parlamentarischer Einfluss ist jedoch schwach. Bei den Wahlen am 28. März 2004 erhielt das Bündnis 7,96 % der Stimmen und 17 Abgeordnete. Damit erreichte es den Fraktionsstatus, ist jedoch weder im Parlamentspräsidium vertreten noch besetzt es einen Ausschussvorsitz. Auch im parlamentarischen Vertrauensmännergremium, das die Arbeit von Innen- und Verteidigungsministerium in geheimzuhaltenden Fragen kontrollieren soll, ist die Opposition nicht vertreten.
Obwohl sich die Träger des Bündnisses gegen die Rosenrevolution gestellt hatten, hat ihre Popularität bei den Stammwählern aus der georgischen Bildungsmittelschicht darunter nicht gelitten. Gemeinsam erhielten Neue Rechte und Industrie wird Georgien retten 2004 mehr Stimmen als die Industriellen-Partei 1999 allein. Damals erhielt die Mitte-rechts-Partei 7,1 % der Stimmen. Im Stadtrat von Tiflis besetzt die Partei acht von 49 Sitzen.
Die Rechte Opposition will das Privateigentum in Georgien erhalten und ausbauen. Sie stellt sich gegen Pläne, die Privatisierung von Staatsunternehmen zurückzunehmen oder neu zu ordnen. Sie verlangt Steuerreduzierungen und eine Reform des georgischen Steuersystems, damit Transparenz und Steuerehrlichkeit zunehmen und das Staatsbudget ausgeglichen wird. Im Parlament setzt sie sich gegen die auch unter der Präsidentschaft Micheil Saakaschwilis fortdauernden Menschenrechtsverletzungen durch die Strafverfolgungsbehörden ein. Außenpolitisch plädiert die Rechte Opposition für einen Ausstieg aus der Gemeinschaft unabhängiger Staaten und eine Integration in die euro-atlantischen Strukturen. Sie fordert die Schaffung einer südkaukasischen Wirtschaftszone.
Die Neue Konservative Partei (auch Nowas, georgisch ახალი მემარჯვენეები/Achali Memardschweneebi) wurde im Juni 2001 gegründet. 2003 schloss sich ihr die Liberale Partei Georgiens an. Parteichef ist Dawit Gamqrelidse. Er war Gründer und langjähriger Präsident der Aldag Versicherungsgesellschaft, einem der größten Unternehmen Georgiens. Seit dem 22. April 2004 ist er auch Fraktionschef der Rechten Opposition im Georgischen Parlament. Die Partei hat eine eigene Jugendorganisation, die Junge Rechte Georgiens, mit rund 3.000 Mitgliedern in 64 Städten und Bezirken.
Die Partei Die Industrie wird Georgien retten (auch Industrialisten, georgisch მრეწველობა გადაარჩენს საქართველოს/Mrezweloba Gadaartschens Sakartwelos) wurde 1999 ursprünglich als Partei der Geschäftsleute gegründet. Vorsitzender ist der Unternehmer Gogi Topadse. Er ist Gründer der Kasbegi Brauerei in Tiflis. Topadse gehört zur älteren Generation der georgischen Geschäftsleute.
Zu den Parlaments-Nachwahlen am 1. Oktober 2005 hatten sich die Parteien der Neuen Rechten mit der Konservativen Partei, der Georgischen Arbeiterpartei und der Freiheitsbewegung zu einem Wahlbündnis zusammengeschlossen.